# The Driller Killer
The Driller Killer – amerykański film fabularny z 1979 roku, napisany przez Nicholasa St. Johna oraz wyreżyserowany przez Abla Ferrarę. Jest to pierwszy pełnometrażowy film Ferrary, nie licząc pornograficznego obrazu 9 Lives of a Wet Pussy (1976). The Driller Killer to hybryda horroru i dramatu. Fabuła skupia się na rozpadzie osobowości młodego nowojorczyka (w tej roli sam Ferrara), który ze sfrustrowanego artysty przemienia się w mordercę. Projekt zebrał pozytywne recenzje krytyki i uchodzi za arcydzieło kina klasy B. W Wielkiej Brytanii organizacja British Board of Film Classification uznała film za gorszący i zakazała jego dystrybucji.

## Fabuła
Reno, niespełniony artysta, sfrustrowany swoją codziennością, zaczyna zabijać bezdomnych na ulicach Union Square. Do mordowania używa tytułowej wiertarki.

## Obsada
- Abel Ferrara (w czołówce jako Jimmy Laine) – Reno Miller
- Carolyn Marz – Carol Slaughter
- Baybi Day – Pamela
- Harry Schultz II – Dalton Briggs
- Alan Wynroth – Al, gospodarz budynku
- Maria Helhoski – zakonnica
- James O’Hara – mężczyzna w kościele
- Richard Howorth – Stephen, mąż Carol
- D.A. Metrov (w czołówce jako Rhodney Montreal) – Tony Coca-Cola

## Produkcja
The Driller Killer jest filmem niezależnym i niskobudżetowym, wyprodukowanym przez wytwórnię Navaron Films, utworzoną przez samego Abla Ferrarę. W filmie w rolach głównych wystąpił zespół nieznanych aktorów, w większości składający się z amatorów. Obraz kręcono przy użyciu taśmy filmowej 16 mm od czerwca 1977 do marca 1978 roku; na zdjęcia i produkcję przeznaczono około dwudziestu tysięcy dolarów. Ujęcia powstawały na ulicach Nowego Jorku oraz w mieszkaniu Ferrary w Union Square na Manhattanie.
Projekt zdeterminował styl reżyserski Ferrary, obfitując w elementy charakterystyczne dla późniejszej filmografii twórcy: katolicką symbolikę, lesbianizm, ujęcia miasta nocą, ekstremalne sceny przemocy. Muzyka przedstawionej w filmie grupy punk-rockowej oparta została na twórczości zespołów New York Dolls i Television. Nie wszystkie nakręcone pomiędzy 1977 a 1978 rokiem sceny zostały wykorzystane w finalnej wersji materiału. W jednym z trailerów główny bohater wypowiada zdanie, które ostatecznie zostało wycięte z filmu.

## Odbiór
Amerykańscy krytycy ocenili film pozytywnie, wydając mu pochlebne recenzje. Agregujący opinie dziennikarzy serwis Rotten Tomatoes w oparciu o piętnaście omówień okazał obrazowi 70-procentowe wsparcie.
W Wielkiej Brytanii The Driller Killer wywołał wiele kontrowersji. Brytyjski dystrybutor, firma Vipco (Video Instant Picture Company), reklamowała obraz na łamach wielu magazynów filmowych, zlecając druk plakatu odzwierciedlającego drastyczną scenę, w której bohater wbija wiertło w czoło mężczyzny. Obraz okraszono sloganem reklamowym: „Są tacy, którzy mordują gwałtownie”. Przekaz promocyjny spotkał się z dużą krytyką, a Advertising Standards Authority, działający w dziedzinie cenzury samorząd gospodarczy, otrzymywał skargi i zażalenia. Jak wkrótce miało się okazać, większość zbulwersowanych przedsięwzięciem Vipco w istocie nie widziała filmu, a oburzenie oparła wyłącznie na projekcie plakatu. Mimo to na początku 1982 roku organizacja British Board of Film Classification uznała obraz za gorszący i zakazała jego dystrybucji na terenie kraju. The Driller Killer został jednym z pierwszych filmów, które trafiły na listę tzw. video nasties.